# Thomas Damuseau
Thomas Damuseau, né le 18 mars 1989 à Grenoble, est un  coureur cycliste professionnel français. Il met un terme à sa carrière à l'issue de la saison 2015.

## Biographie

### Jeunesse et carrière amateur
Pratiquant d’abord le tennis puis le football, il s’essaie au cyclisme où il obtient rapidement de bons résultats dans les catégories de jeunes au sein du Vélo club roannais.
Ses deux années juniors seront partagées entre Cours-La Ville cyclisme et le Pôle espoir cycliste de Saint-Étienne sur les conseils de l'ancien cycliste professionnel Dominique Garde.
Son apprentissage se poursuit au sein du Chambéry CF, réserve de l'équipe AG2R La Mondiale, durant ses trois années espoirs. Membre de l'équipe de France, il participa au Tour de l'Avenir en 2010.
En parallèle, il a suivi un cursus scolaire, obtenant un baccalauréat économique et social (ES) puis un DUT Techniques de commercialisation au Centre d’études des sportifs de niveau international (Cesni).

### Carrière professionnelle
À la fin de la saison 2010, après une période de stage, il s'engage en tant que néo-professionnel pour l'équipe continentale professionnelle Skil-Shimano. L'équipe néerlandaise, successivement devenue Project 1t4i puis Argos-Shimano, fait partie depuis 2013 de l'UCI World Tour.
En janvier 2013, il termine troisième du Grand Prix d'ouverture La Marseillaise, son premier podium chez les professionnels. Au printemps, il dispute le Tour d'Italie, son premier grand tour, qu'il termine à la 53e place. En juin, il est meilleur grimpeur du Critérium du Dauphiné.
Il s'engage avec l'équipe continentale française Roubaix Lille Métropole pour la saison 2015. Son contrat n'est pas renouvelé par ses dirigeants en fin d'année et il met un terme à sa carrière.

### Reconversion
Avec l'aide de l'Union nationale des cyclistes professionnels (UNCP) Damuseau compte reprendre ses études et poursuivre une Licence commercialisation des produits et services sportifs. En janvier 2017, il devient responsable sponsoring chez Factor Bikes, notamment en relation avec l'équipe AG2R La Mondiale. En 2020, il est nommé à la tête du pôle matériel de l'équipe AG2R-La Mondiale, pour gérer le matériel mais aussi son évolution.

## Style
Thomas Damuseau est un coureur cycliste complet, à l'aise sur les terrains vallonnés comme en montagne.

## Palmarès
| - 2007 - 3e étape du Tour du Pays d'Olliergues - 2008 - Dôle-Lons-le-Saunier - Tour du Pays de Filière - 2009 - Loire-Atlantique Espoirs - Tour du Bassin annécien - 3e étape du Tour du Béarn | - 2010 - Course en ligne de Dole-Lons-le-Saunier - 2e du championnat de France sur route espoirs - 2013 - 3e du Grand Prix d'ouverture La Marseillaise |

## Résultats sur les grands tours

### Tour d'Italie
1 participation
- 2013 : 53e

## Classements mondiaux
| Année            | 2008  | 2009 | 2010 | 2011   | 2012   | 2013 | 2014 | 2015 |
| ---------------- | ----- | ---- | ---- | ------ | ------ | ---- | ---- | ---- |
| UCI World Tour   |       |      |      |        |        | nc   | nc   |      |
| UCI America Tour |       |      |      |        | 299e   |      |      |      |
| UCI Europe Tour  | 1217e | 730e | 596e | 1 128e | 1 141e |      |      | 527e |